# Europamästerskapen i short track
Europamästerskapen i short track är mästerskapen i short track i Europa som årligen arrangeras sedan 1997.

## Medaljörer

### Herrar
| År   | Ort              | Guld                                    | Silver                                  | Brons                                   |
| 1997 | Malmö            | Fabio Carta                             | Mirko Vuillermin                        | Bruno Loscos                            |
| 1998 | Budapest         | Fabio Carta                             | Michele Antonioli Dave Versteeg         |                                         |
| 1999 | Oberstdorf       | Fabio Carta                             | Nicola Franceschina                     | Michele Antonioli                       |
| 2000 | Bormio           | Fabio Carta                             | Nicky Gooch                             | Nicola Franceschina                     |
| 2001 | Haag             | Bruno Loscos                            | Cees Juffermans                         | Nicky Gooch                             |
| 2002 | Grenoble         | Fabio Carta                             | Nicola Rodigari                         | Bruno Loscos                            |
| 2003 | Sankt Petersburg | Fabio Carta                             | Michele Antonioli                       | Nicola Franceschina                     |
| 2004 | Zoetermeer       | Nicola Rodigari                         | Fabio Carta                             | Nicola Franceschina                     |
| 2005 | Turin            | Fabio Carta                             | Arian Nachbar                           | Nicola Franceschina                     |
| 2006 | Krynica-Zdrój    | Nicola Rodigari                         | Fabio Carta                             | Pieter Gysel                            |
| 2007 | Sheffield        | Nicola Rodigari                         | Pieter Gysel                            | Yuri Confortola                         |
| 2008 | Ventspils        | Haralds Silovs                          | Niels Kerstholt                         | Nicola Rodigari                         |
| 2009 | Turin            | Nicola Rodigari                         | Haralds Silovs                          | Viktor Knoch                            |
| 2010 | Dresden          | Nicola Rodigari                         | Thibaut Fauconnet                       | Maxime Chataignier                      |
| 2011 | Heerenveen       | Haralds Silovs                          | Sjinkie Knegt                           | Ruslan Zacharov                         |
| 2012 | Mladá Boleslav   | Sjinkie Knegt                           | Niels Kerstholt                         | Semjon Jelistratov                      |
| 2013 | Malmö            | Freek van der Wart                      | Sjinkie Knegt                           | Vladimir Grigorjev                      |
| 2014 | Dresden          | Viktor Ahn                              | Semjon Jelistratov                      | Niels Kerstholt                         |
| 2015 | Dordrecht        | Sjinkie Knegt                           | Viktor Ahn                              | Semjon Jelistratov                      |
| 2016 | Sotji            | Semjon Jelistratov                      | Shaolin Sándor Liu                      | Vincent Jeanne                          |
| 2017 | Turin            | Semjon Jelistratov                      | Shaolin Sándor Liu                      | Sjinkie Knegt                           |
| 2018 | Dresden          | Sjinkie Knegt                           | Vladislav Bykanov                       | Semjon Jelistratov                      |
| 2019 | Dordrecht        | Shaolin Sándor Liu                      | Shaoang Liu                             | Semjon Jelistratov                      |
| 2020 | Debrecen         | Shaoang Liu                             | Shaolin Sándor Liu                      | Semjon Jelistratov                      |
| 2021 | Gdańsk           | Semjon Jelistratov                      | Pietro Sighel                           | Itzhak de Laat                          |
| 2022 | Dresden          | Inställd på grund av covid-19-pandemin. | Inställd på grund av covid-19-pandemin. | Inställd på grund av covid-19-pandemin. |
| 2023 | Gdańsk           | Inga sammanlagda medaljörer             | Inga sammanlagda medaljörer             | Inga sammanlagda medaljörer             |
| 2024 | Gdańsk           | Inga sammanlagda medaljörer             | Inga sammanlagda medaljörer             | Inga sammanlagda medaljörer             |

1. ↑  Thibaut Fauconnet från Frankrike slutade först men blev diskvalificerad efter ett positivt dopingtest.'"`UNIQ--ref-00000000-QINU`"'
2. ↑  Thibaut Fauconnet från Frankrike slutade trea men blev diskvalificerad efter ett positivt dopingtest.'"`UNIQ--ref-00000002-QINU`"'

### Damer
| År   | Ort              | Guld                                    | Silver                                  | Brons                                   |
| 1997 | Malmö            | Marinella Canclini                      | Ellen Wiegers                           | Jelena Tichanina                        |
| 1998 | Budapest         | Marinella Canclini                      | Anke Jannie Landman Ellen Wiegers       |                                         |
| 1999 | Oberstdorf       | Marinella Canclini                      | Evgenija Radanova                       | Maureen de Lange                        |
| 2000 | Bormio           | Evgenija Radanova                       | Katia Zini                              | Evelina Rodigari                        |
| 2001 | Haag             | Evgenija Radanova                       | Mara Zini                               | Stéphanie Bouvier                       |
| 2002 | Grenoble         | Evgenija Radanova                       | Mara Zini                               | Jo Williams                             |
| 2003 | Sankt Petersburg | Evgenija Radanova                       | Stéphanie Bouvier                       | Nina Jevtejeva                          |
| 2004 | Zoetermeer       | Evgenija Radanova                       | Tatiana Borodulina                      | Marta Capurso                           |
| 2005 | Turin            | Tatjana Borodulina                      | Evgenija Radanova                       | Marta Capurso                           |
| 2006 | Krynica-Zdrój    | Evgenija Radanova                       | Arianna Fontana                         | Katia Zini                              |
| 2007 | Sheffield        | Evgenija Radanova                       | Stéphanie Bouvier                       | Katia Zini                              |
| 2008 | Ventspils        | Arianna Fontana                         | Evgenija Radanova                       | Nina Jevtejeva                          |
| 2009 | Turin            | Arianna Fontana                         | Kateřina Novotná                        | Stéphanie Bouvier                       |
| 2010 | Dresden          | Kateřina Novotná                        | Arianna Fontana                         | Elise Christie                          |
| 2011 | Heerenveen       | Arianna Fontana                         | Bernadett Heidum                        | Martina Valcepina                       |
| 2012 | Mladá Boleslav   | Arianna Fontana                         | Jorien ter Mors                         | Martina Valcepina                       |
| 2013 | Malmö            | Arianna Fontana                         | Elise Christie                          | Jorien ter Mors                         |
| 2014 | Dresden          | Jorien ter Mors                         | Elise Christie                          | Arianna Fontana                         |
| 2015 | Dordrecht        | Elise Christie                          | Sofja Prosvirnova                       | Patrycja Maliszewska                    |
| 2016 | Sotji            | Elise Christie                          | Charlotte Gilmartin                     | Suzanne Schulting                       |
| 2017 | Turin            | Arianna Fontana                         | Sofja Prosvirnova                       | Jekaterina Konstantinova                |
| 2018 | Dresden          | Arianna Fontana                         | Martina Valcepina                       | Sofja Prosvirnova                       |
| 2019 | Dordrecht        | Suzanne Schulting                       | Sofja Prosvirnova                       | Elise Christie                          |
| 2020 | Debrecen         | Suzanne Schulting                       | Arianna Fontana                         | Martina Valcepina                       |
| 2021 | Gdańsk           | Suzanne Schulting                       | Anna Seidel                             | Sofja Prosvirnova                       |
| 2022 | Dresden          | Inställd på grund av covid-19-pandemin. | Inställd på grund av covid-19-pandemin. | Inställd på grund av covid-19-pandemin. |
| 2023 | Gdańsk           | Inga sammanlagda medaljörer             | Inga sammanlagda medaljörer             | Inga sammanlagda medaljörer             |
| 2024 | Gdańsk           | Inga sammanlagda medaljörer             | Inga sammanlagda medaljörer             | Inga sammanlagda medaljörer             |

## Medaljtabell
| Nr                   | Nation               | Guld | Silver | Brons | Totalt |
| -------------------- | -------------------- | ---- | ------ | ----- | ------ |
| 1                    | Italien              | 22   | 15     | 16    | 53     |
| 2                    | Nederländerna        | 8    | 10     | 6     | 24     |
| 3                    | Bulgarien            | 7    | 3      | 0     | 10     |
| 4                    | Ryssland             | 5    | 6      | 13    | 24     |
| 5                    | Ungern               | 2    | 5      | 1     | 8      |
| 6                    | Storbritannien       | 2    | 4      | 4     | 10     |
| 7                    | Lettland             | 2    | 1      | 0     | 3      |
| 8                    | Frankrike            | 1    | 3      | 6     | 10     |
| 9                    | Tjeckien             | 1    | 1      | 0     | 2      |
| 10                   | Tyskland             | 0    | 2      | 0     | 2      |
| 11                   | Belgien              | 0    | 1      | 1     | 2      |
| 12                   | Israel               | 0    | 1      | 0     | 1      |
| 13                   | Polen                | 0    | 0      | 1     | 1      |
| Totalt (13 nationer) | Totalt (13 nationer) | 50   | 52     | 48    | 150    |